# Blånackad musfågel
Blånackad musfågel (Urocolius macrourus) är en afrikansk fågel i familjen musfåglar inom ordningen musfåglar.

## Utseende och läte
Musfåglar är en unik grupp fåglar, smala, grå eller bruna med mjuka, hårliknande fjädrar och mycket långa smala stjärtar. Alla arter har kraftiga klor som är motstående så att de mycket akrobatiskt kan hänga uppochner i grenar för att komma åt sin föda. De har alla en tofs på huvudet och kraftiga näbbar.
Blånackad musfågel är 33-35 centimeter lång, inklusive den långa stjärten. Adulta fåglar är askbrungrå kropp, svartröd näbb och turkos nacke. Ungfåglar saknar färgen i nacken samt har rosafärgad bar hud i ansiktet och grönaktig näbb. Lätet är en klar vissling, "tieee", som upprepas var tredje till femte sekund från toppen av ett träd.
Lätet, som ofta avges i flykten, beskrivs i engelsk litteratur som ett utdraget och sorgsamt "treeeeuw". 

## Utbredning och systematik
Den blånackade musfågeln förekommer i Afrika i ett band söder om Sahara. Den delas här in i sju underarter med följande utbredning:
- Urocolius macrourus macrourus – förekommer i sydvästra Mauretanien och Senegal
- Urocolius macrourus syntactus – förekommer i Sahel från Mali, södra Niger och norra Nigeria österut till Sudan, Eritrea och norra Etiopien
- Urocolius macrourus laeneni – förekommer i bergsmassivet Aïr i Niger
- Urocolius macrourus pulcher – förekommer från allra sydöstligaste Sydsudan, södra Etiopien och södra Somalia till östra Uganda, Kenya och norra Tanzania
- Urocolius macrourus abyssinicus – förekommer från centrala och södra Etiopien till nordvästra Somalia
- Urocolius macrourus griseogularis – förekommer från sydvästra Etiopien till Sudan, Uganda, östra Kongo-Kinshasa, Rwanda och nordvästra Tanzania
- Urocolius macrourus massaicus – förekommer från de centrala delarna av Tanzania till kusten

Underarten syntactus inkluderas ofta i nominatformen.
Arten har vid några tillfällen även påträffats i norra Mauretanien, det vill säga in i Västpalearktis.

## Levnadssätt
Musfåglarna har fått sitt namn ur det faktum att de är skogslevande och hoppar runt i lövverken likt gnagare i jakt på bär, frukt och knoppar. Blånackad musfågel trivs i halvöken och andra torra områden. Den häckar året runt, men oftast under eller strax efter regnperioden. Den är stannfågel eller lokalt nomadisk.

## Status och hot
Arten har ett stort utbredningsområde och en stor population, men tros minska i antal, dock inte tillräckligt kraftigt för att den ska betraktas som hotad. Internationella naturvårdsunionen IUCN kategoriserar därför arten som livskraftig (LC). Världspopulationen har inte uppskattats men den beskrivs som vida spridd och fortfarande allmän. I Nigeria minskar arten, där den hotas av försök att begränsa antalet blodnäbbsvävare med fenthion.